# 合従攻秦の戦い
合従攻秦の戦い（がっしょうこうしんのたたかい）は、合従軍が秦を攻めた戦い。戦国時代、合従軍は秦を4度攻めている。

## 概要
秦を攻めた4度の合従軍はそれぞれ紀元前318年、紀元前298年から紀元前296年、紀元前247年、紀元前241年に起きた。4戦とも函谷関が戦場となっているが、合従軍は一度も函谷関を落とすことはできなかった。このうち秦の勝利に終わったのは紀元前318年と紀元前241年の戦いである。
| 戦闘                       | 年                        | 秦軍   | 総大将 | 合従軍                   | 総大将     | 勝敗         |
| -------------------------- | ------------------------- | ------ | ------ | ------------------------ | ---------- | ------------ |
| 函谷関の戦い (紀元前318年) | 紀元前318年               | 秦     | 樗里疾 | 楚・韓・趙・魏・燕・義渠 | 楚の懐王   | 秦軍勝利     |
| 函谷関の戦い (紀元前298年) | 紀元前298年 - 紀元前296年 | 秦     | 羋戎   | 斉・韓・魏               | 斉の匡章   | 合従軍の勝利 |
| 河外の戦い                 | 紀元前247年               | 秦     | 蒙驁   | 魏・趙・韓・燕・楚       | 魏の信陵君 | 合従軍の勝利 |
| 函谷関の戦い (紀元前241年) | 紀元前241年               | 秦・斉 | 不明   | 楚、趙、魏、韓、燕       | 楚の考烈王 | 秦軍の勝利   |

## 函谷関の戦い（紀元前318年）
秦の東方拡大戦略は、東方六国を深刻に脅かした。紀元前319年、公孫衍は韓の支持の下、張儀に取って代わり魏の国相となった。魏の恵王は張儀を追放し、秦へ亡命した。
紀元前318年、公孫衍は魏・趙・韓・燕・楚の合従軍を率いて秦に侵攻した。合従軍の総大将は楚の懐王が努めた。公孫衍は義渠へ遊説し、合従軍に組み入れた。秦は綾絹1000匹と婦女100人を義渠へ送り、秦への脅威感を和らげようとした。しかし、義渠国君は厚いもてなしが策略であることを見抜いた。秦の危機に便乗し、出兵し秦軍を李帛で大敗させた。しかし、合従軍の五国はそれぞれの利害のため足並みが揃わず、実際に出兵したのは魏・趙・韓の三国のみであった。合従軍は函谷関を攻撃したが、秦軍によって撃破された。
紀元前317年、秦は庶長の樗里疾率いる秦軍が函谷関から打って出て、韓趙魏の軍に反撃した。趙・韓軍を修魚で大敗させ、韓将の申差は捕虜とした。合従軍の8万2千人が斬首された。

## 函谷関の戦い（紀元前298年）
紀元前299年、秦と趙は盟を組み、斉と断交した。秦の相で斉の公子の孟嘗君は斉に逃避した。紀元前298年、孟嘗君の指揮下で斉と韓・魏が合従し秦を攻めた。函谷関まで攻め入り、秦軍は函谷関を死守した。紀元前297年、三国は継続して函谷関を攻めた。紀元前296年、三国合従軍は函谷関に攻め入り、塩氏城を占領した。秦は合従軍に和を求め、魏に封陵を韓に武遂を割譲した。
当時、趙と宋と秦は盟を結んでいて、合従軍には加わらなかった。しかし、趙は中山の攻略戦により、秦へ援軍を派遣できなかった。燕は斉に亡国の仇があった。三国合従軍は函谷関の戦い後、斉将の匡章が率いる軍によって、燕軍を大敗させた。楚の懐王が秦に騙され、幽閉されたまま死去した。しかし、紀元前301年に斉・韓・魏の三国合従軍が垂沙の戦いで楚軍を大敗させたため、合従に参加しなかった。
斉は勝利を獲得したが、大きな利益を得ることが出来なかった。韓・魏は秦の恨みを買い、紀元前294年、白起率いる秦軍に伊闕の戦いで大打撃を受けた。

## 河外の戦い

### 背景
紀元前257年、信陵君魏無忌は邯鄲の戦いで趙を救った功があった。その兄の魏の安釐王の虎符を盗み取り、魏の将軍の晋鄙を殺した。勝利したものの、魏の安釐王の大きな怒りを買うと解っていたので、兵は自分の命令に従っただけで罪はないとして魏に帰し、信陵君と食客は趙に留まった。秦の荘襄王は信陵君が趙に滞在しているを知り、魏に大打撃を与える好機と思った。紀元前247年、大将の蒙驁は秦軍を率いて東向し魏を討伐するように命令した。秦軍は魏に侵攻し、魏軍は敗れた。秦軍の進攻に抵抗できず、魏の安釐王は使者を派遣し信陵君に帰国するように頼んだ。魏王の派遣した使者は黄金の綵幣を持参して、信陵君に帰国して秦軍に抵抗するように求めた。毛公と薛公の勧めもあって、信陵君は魏に帰国することを決意した。信陵君と魏の安釐王の兄弟は十年程会っておらず、再会すると互いに涙した。魏の安釐王は信陵君を上将軍に任命し、魏軍の最高統帥となった。

### 戦闘過程
信陵君の帰国後、魏の安釐王は邯鄲の戦いでの罪を赦し、上将軍の印を授けた。信陵君は各国に書を送り、兵を派遣して魏を救援するように請求した。趙・韓・楚・燕等の国君は信陵君を丁重に迎え入れ、魏に援軍を送った。しかし、斉だけは発兵しなかった。信陵君は魏・趙・韓・楚・燕の五国合従軍を率いて秦に侵攻した。黄河の南で秦軍を大敗させて、秦軍は敗退した。合従軍は河外まで追撃し、秦軍を包囲した。河外でも勝利を収めた。合従軍は勝に乗じて、函谷関まで追撃した。秦軍は函谷関を堅守し、撃って出なかった。合従軍は退兵した。魏の安釐王は秦を破り、失った関東の地の快復の功により、上相となり、五城を封邑として賜った。

## 函谷関の戦い（紀元前241年）
紀元前242年、秦の蒙驁が魏を攻撃し、酸棗・燕・虚・長平・雍丘・山陽など20城を奪い、東郡を置いた。これにより燕を除く、五国と秦は国境を接するようになった。おそらく、これが函谷関の戦いの発生の原因であると考えられている。
紀元前241年、趙・楚・魏・韓・燕は、秦を共同で攻撃するために、総大将を楚の考烈王、総司令を春申君として合従軍を組んだ。しかし、実際の合従軍の盟主は趙だとも考えられている。その理由として、まず楚はこの年に郢から寿春に遷都したことが挙げられる。そのため、楚は合従軍には大軍を送ることが不可能であったと考えられている。また、趙は長平の戦いや邯鄲の戦いなど、何度も秦に対して敗戦を重ねていて、秦への恨みが深かったである。合従軍は寿陵を取り、函谷関を攻撃した。合従軍に対して、函谷関で秦軍は迎え撃った。全軍の総指揮を採ったのは、この時点で権力を握っている相国の呂不韋と考えられている。また、函谷関で秦軍の指揮を採った将軍は不明である。しかし、過去の戦歴等を考慮すると蒙驁が指揮を採ったと考えてもおかしくはない。
また、今回の合従軍では以前（函谷関の戦い (紀元前318年)・函谷関の戦い (紀元前298年)・河外の戦い）とは異なり、函谷関を攻める軍以外の、別働隊を用意していた。趙の龐煖を総大将として趙・楚・魏・燕の四国の精鋭部隊を率いて蕞（現在の始皇帝陵の付近）を攻めたが、落とせなかった。蕞は秦王都咸陽にかなり近く、秦は滅亡の危機に陥っていた。
函谷関でも秦軍が攻撃すると、合従軍は敗北した。合従軍は、秦の味方である斉を攻撃し、饒安（現在の河北省滄州市塩山県の南西）を占領し解散した。